# 這個姿態
這個姿態，是香港女歌手姚焯菲於2023年推出的一首粵語單曲，由JNYBeatz、Karris Sauch作曲，Delta T填詞，由愛爆音樂發行，歌曲推出後成為勁歌金榜冠軍歌，以及903專業推介及新城勁爆流行榜季軍歌。同年十月推出相集《ONe》暨《這個姿態》單曲CD。

## 創作與製作
這個姿態時長3分10秒，以
拍的升d/降e小調創作，每分鐘125拍，由JNYBeatz、Karris Sauch作曲，亦由JNYBeatz編曲及監製，Delta T填詞。
香港無綫電視旗下女歌手姚焯菲是年17歲，與前作小出走一樣，此歌是她在新西蘭留學期間推出的作品。年輕的姚焯菲以往常以乖女孩形象示人，而此歌的主旨則強調年輕人應擺脫既有框框，不怕失敗，勇於探索自己「未知」的可能性。
無綫電視旗下音樂廠牌愛爆音樂安排這個姿態與另一少女歌手鍾柔美（與姚焯菲同屬旗下女團After Class成員）的y2k還襯我麼？同日推出，兩歌在宣傳中合稱「Summer Day and Night」系列，其中y2k還襯我麼？象徵「Day」（日），這個姿態象徵「Night」（夜）。

## 音樂影片
姚焯菲於7月學校假期期間赴日本拍攝了這個姿態的音樂影片，因應歌曲型格主題，片中背景包括東京鐵塔及不少日本街景，更捕捉煙花發放的時刻。片中姚焯菲共有六個造型，配合歌曲主題，一改她以往的乖女孩形象，以時尚、「型格」、壞女孩等風格示人。由於此歌與鍾柔美的y2k還襯我麼？同為愛爆音樂「Summer Day and Night」系列，姚焯菲在片中的造型亦走2000年代初（Y2K）風格。被視為與After Class具競爭關係的ViuTV旗下女團COLLAR，同期所推出的歌曲idc，同於日本拍攝音樂影片，造型亦被認為同屬Y2K風格。
這個姿態音樂影片於7月22日晚發布至YouTube，點擊率在2天內已逾30萬，10天後超越100萬，一個月後破200萬，更曾於YouTube《音樂排行榜與音樂數據分析 (7日數據)》中高踞全港第2位，在香港市場屬於理想成績。

## 發行及宣傳
這個姿態於2023年7月17日由愛爆音樂派至各電台，7月18在各音樂串流平台數碼發售。
7月下旬，姚焯菲回到香港出席各大宣傳活動，包括於中環舉行粉絲見面會，出席銅鑼灣皇室堡活動，為該商場的夏日活動揭開序幕，期間演唱這個姿態。在她離港返回新西蘭之日，她乘坐歌迷會租用的宣傳巴士遊走多處，最後抵達機場離港。
同年10月，愛爆音樂又為姚焯菲推出了一套《ONe》相集連同此單曲的實體唱片，相集中包括大量此歌音樂影片拍攝時的相片。再次短期返回香港的姚焯菲曾到唱片店擔任「一日店長」宣傳相集。
相集《ONe》暨《這個姿態》單曲CD亦大受公眾歡迎，公開發售約一週後，已全數售罄，更登上多個唱片銷量榜的冠軍位置，包括：Sky Music「天空銷售榜」第一名、Echo CD Centre 每週十大排行榜第一名、 CD Warehouse 銷量榜第一名，及香港唱片商會每週十張好碟第一名。

## 電台派台成績

### 叱咤903專業推介走勢
| 週次     | 第31週 | 第32週  |
| 放榜日期 | 8月5日 | 8月12日 |
| 榜上位置 | 10     | 3       |
| -------- | ------ | ------- |

### 新城知訊台勁爆本地榜 走勢
| 週次     | 第34週  | 第35週 | 第36週 |
| 放榜日期 | 8月26日 | 9月2日 | 9月9日 |
| 榜上位置 | 13      | 7      | 3      |
| -------- | ------- | ------ | ------ |

### TVB勁歌金榜走勢
| 週次     | 第32週  | 第33週  | 第34週  | 第35週 | 第36週 | 第37週  | 第38週  | 第39週  | 第40週  | 第41週   | 第42週   |
| 放榜日期 | 8月12日 | 8月19日 | 8月26日 | 9月2日 | 9月9日 | 9月16日 | 9月23日 | 9月30日 | 10月7日 | 10月14日 | 10月21日 |
| 榜上位置 | 12      | 10      | 8       | 7      | 6      | 3       | 4       | 4       | 4       | 3        | 1        |
| -------- | ------- | ------- | ------- | ------ | ------ | ------- | ------- | ------- | ------- | -------- | -------- |

### 各大流行榜最高位置
| 地區 | 樂壇流行榜     | 最高位置 |
| ---- | -------------- | -------- |
| 香港 | 勁歌金榜       | 1        |
| 香港 | 903專業推介    | 3        |
| 香港 | 新城勁爆本地榜 | 3        |

## 資料來源
1. 1 2  . Apple Music. 2023-07-18  [2023-09-03]. （原始内容存档于2023-09-03） （美国英语）.
2. ↑  . SongBPM.   [2023-09-03]. （原始内容存档于2023-09-03） （英语）.
3. 1 2 3  . 新城知訊台.   [2023-09-03]. （原始内容存档于2023-09-03） （中文（香港））.
4. 1 2  . on.cc東網. 2023-07-23  [2023-09-03]. （原始内容存档于2023-09-03） （中文（香港））.
5. 1 2  金秀玲. . 香港01. 2023-07-25  [2023-09-04]. （原始内容存档于2023-09-04） （中文（香港））.
6. 1 2  . 晴報. 2023-07-25  [2023-09-03] （中文（香港））.
7. ↑  . 明周娛樂. 2023-07-28  [2023-09-06]. （原始内容存档于2023-09-06） （中文（香港））.
8. ↑  . 雅虎香港. 2023-07-26  [2023-09-03]. （原始内容存档于2023-09-03） （中文（香港））.
9. 1 2 3  . on.cc東網. 2023-07-27  [2023-09-03]. （原始内容存档于2023-09-03） （中文（香港））.
10. 1 2  . 新Monday. 2023-07-25  [2023-09-03]. （原始内容存档于2023-09-03） （中文（香港））.
11. 1 2  . 東方新地. 2023-08-02  [2023-09-03]. （原始内容存档于2023-09-03） （中文（香港））.
12. ↑  . on.cc東網. 2023-08-02  [2023-09-06]. （原始内容存档于2023-09-06） （中文（香港））.
13. ↑  . 叱咤903.   [2023-09-03]. （原始内容存档于2023-09-03） （中文（香港））.
14. ↑  . KKBOX. 2023-07-18  [2023-09-03]. （原始内容存档于2023-09-03） （中文（繁體））.
15. ↑  . 星島日報. 2023-07-16  [2023-09-03]. （原始内容存档于2023-07-29） （中文（香港））.
16. ↑  胡凱欣. . 香港01. 2023-07-23  [2023-09-04]. （原始内容存档于2023-09-02） （中文（香港））.
17. ↑  . www.bastillepost.com. 2023-07-25  [2023-09-06].
18. ↑  . 明報周刊. 2023-10-15  [2023-10-15]. （原始内容存档于2023-12-16） （中文（香港））.
19. ↑  . TVB官方Facebook.   [2023-09-04]. （原始内容存档于2023-09-04） （中文（香港））.
20. ↑  . 叱咤903.   [2023-09-03]. （原始内容存档于2023-09-03） （中文（香港））.
21. ↑  . 新城知訊台. 2020-10-03  [2023-09-04]. （原始内容存档于2023-09-04） （中文（香港））.